# John Hartley
Il reverendo John Thorneycroft Hartley (Tong, 9 gennaio 1849 – Knaresborough, 21 agosto 1935) è stato un tennista britannico, due volte vincitore del Torneo di Wimbledon.
Discendente da una famiglia agiata di Wolverhampton, era un prete anglicano, vicario di Burneston nel North Yorkshire dal 1874 al 1919. Coltivava anche la passione del tennis, all'epoca disciplina sportiva appena sviluppata, divenendone un capace giocatore a partire dagli anni 1870.
Nel singolare maschile del torneo di Wimbledon 1879, dopo essersi qualificato a sorpresa per la finale, vinse il titolo battendo Vere St. Leger Goold. L'anno successivo confermò il titolo battendo Herbert Lawford nel challenge round. Nell'edizione 1881 invece perse contro William Renshaw (futuro vincitore di 7 edizioni di Wimbledon): si trattò della finale più breve nella storia di Wimbledon, risolta in appena 37 minuti.
Dopo una pausa dalle competizioni nel 1882, tra il 1883 e il 1884 tentò il ritorno all'agonismo, ma si ritirò infine da tutte le competizioni. Ad oggi è l'unico ecclesiastico ad aver mai partecipato al torneo di Wimbledon, così come ad averlo vinto.

## Biografia

### Origini
Il futuro pluricampione di Wimbledon nacque nel 1849 nel villaggio di Tong, presso Shifnal nello Shropshire, da John Hartley (1813-1884) ed Emma Thorneycroft (?-1909). La sua era una famiglia agiata e importante: sia il padre, sia il nonno George Benjamin Thorneycroft (1791-1851), erano ricchi industriali del metallo e furono entrambi sindaci di Wolverhampton.
Secondo di cinque figli, Hartley crebbe nel castello di Tong (oggi non più esistente), che i ricchi genitori avevano affittato da George Bridgeman, II conte di Bradford a partire dal 1856. Attratto dalla vita religiosa, dopo aver frequentato la Harrow School studiò teologia all'università di Oxford e divenne infine un ecclesiastico di fede anglicana, venendo nominato vicario del villaggio di Burneston nel North Yorkshire nel 1874, incarico che mantenne ininterrottamente fino al pensionamento nel 1919. Si sposò con l'aristocratica Alice Lascelles, nipote di Henry Lascelles, III conte di Harewood e appartenente a un'antica e prestigiosa famiglia nobiliare inglese; i due non ebbero figli.

### Apice della carriera (1879-1881)

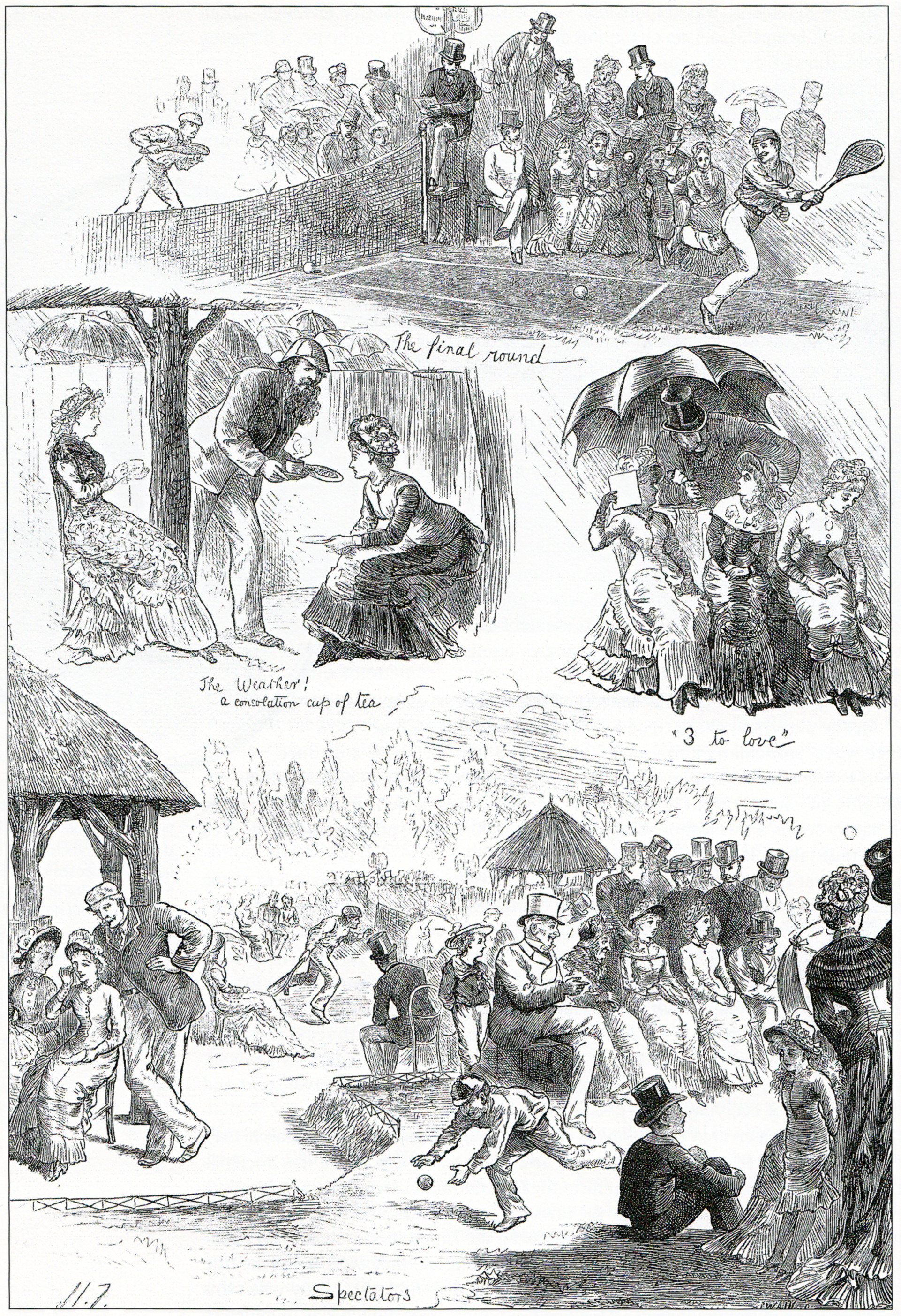
La finale di Wimbledon del 1879 in un'illustrazione dell'epoca

#### Primo titolo
Il reverendo Hartley, favorito dalla propria costituzione atletica, si era sempre dedicato all'attività sportiva, tanto che durante il suo fidanzamento i parrocchiani lo vedevano spesso intraprendere lunghe passeggiate oppure attraversare un locale ruscello a nuoto per raggiungere la futura moglie. Si dimostrò particolarmente portato per il tennis e, a livello locale, divenne un giocatore talentuoso. A differenza della moda dell'epoca, il suo stile di gioco era intenso e costante; spesso coglieva alla sprovvista gli avversari con le sue agili e precise risposte ai tiri diretti contro di lui.
Per mettere alla prova le sue capacità, si iscrisse al singolare maschile di Wimbledon del 1879, la terza edizione del torneo, unico ecclesiastico ad avervi mai preso parte. Hartley quindi, partendo dal primo turno, inaspettatamente si aprì la strada fino alla finale: nel primo turno batté Charles Cole (6-0, 6-0, 6-3), nel secondo Lestocq Robert Erskine (6-4, 6-5, 5-6, 0-6, 6-5), nel terzo William Marshall (6-1, 6-3, 4-6, 6-1) e ai quarti di finale Charles Gilbert Heathcote (6-4, 6-3, 6-3). Essendovi quell'anno solo 45 partecipanti, gli organizzatori del torneo decisero di saltare una delle semifinali, col risultato che Vere St. Leger Goold poté accedere direttamente alla finale. Hartley invece disputò regolarmente la propria semifinale contro Cecil Francis Parr (2-6, 6-0, 6-1, 6-1); dopo un primo set totalmente dominato da Parr, una momentanea interruzione per pioggia consentì al vicario di recuperare energie sufficienti per ribaltare il risultato e vincere la partita.

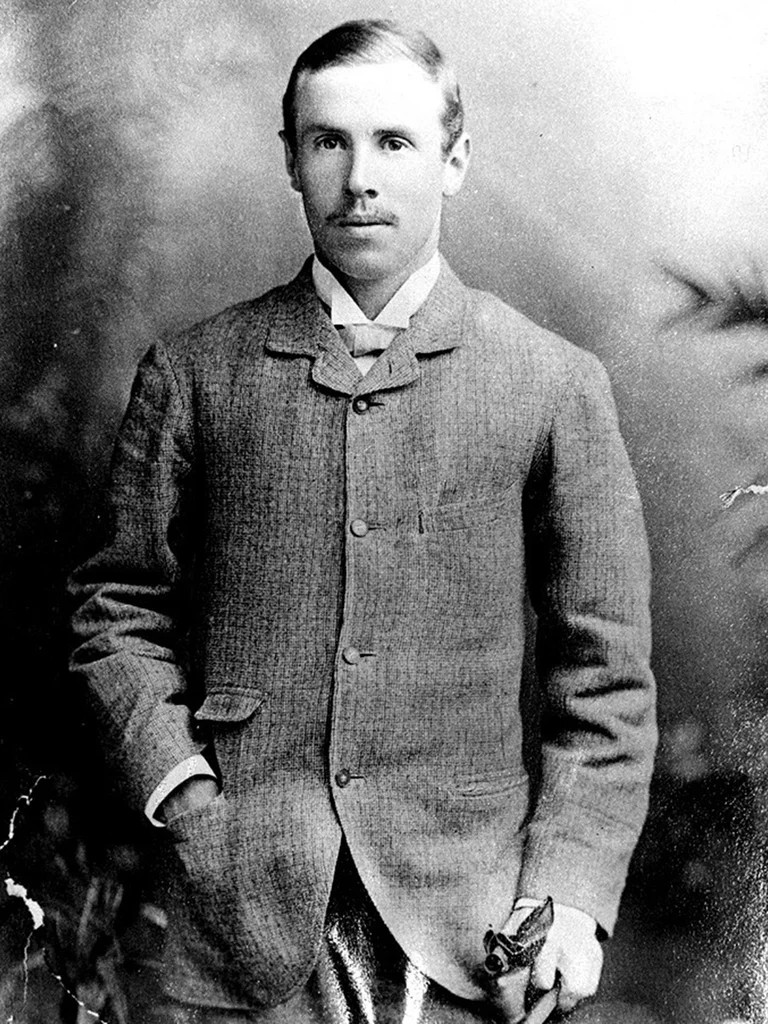
Vere St. Leger Goold, finalista di Wimbledon 1879

Il campione dell'anno precedente Frank Hadow aveva rinunciato a difendere il titolo nel challenge round, quindi l'incontro con Vere Goold era la vera finale del torneo. Tutti i pronostici sembravano essere contro il reverendo dello Yorkshire: non solo gli allibratori ma anche il pubblico consideravano Goold come il favorito per la vittoria. Il giorno precedente l'incontro, Hartley era rientrato nella sua parrocchia per celebrare messa poiché non aveva richiesto la sostituzione, non credendo di arrivare così lontano nel torneo; prevedendo di tornare a Londra in tempo per la partita, si era invece trattenuto al capezzale di un moribondo ed era riuscito a raggiungere la capitale solo con un treno notturno, arrivando appena in tempo per non essere squalificato.
Nonostante i pronostici sfavorevoli, la finale contro Vere Goold fu dominata da John Hartley, che si impose per 6-2, 6-4, 6-2. Avendo giocato una partita in meno Vere Goold avrebbe teoricamente dovuto essere più riposato ma si vociferò che, certo della propria vittoria, la sera prima dell'incontro si fosse ubriacato, soffrendo quindi di postumi che ne avrebbero rallentato i riflessi. Grazie alla netta vittoria su Goold, Hartley divenne quindi il terzo tennista ad aggiudicarsi il titolo del singolare di Wimbledon, e anche il primo e unico prete. Il montepremi ammontava a 12 ghinee e a una coppa d'argento del valore di 25 ghinee.

#### Secondo titolo

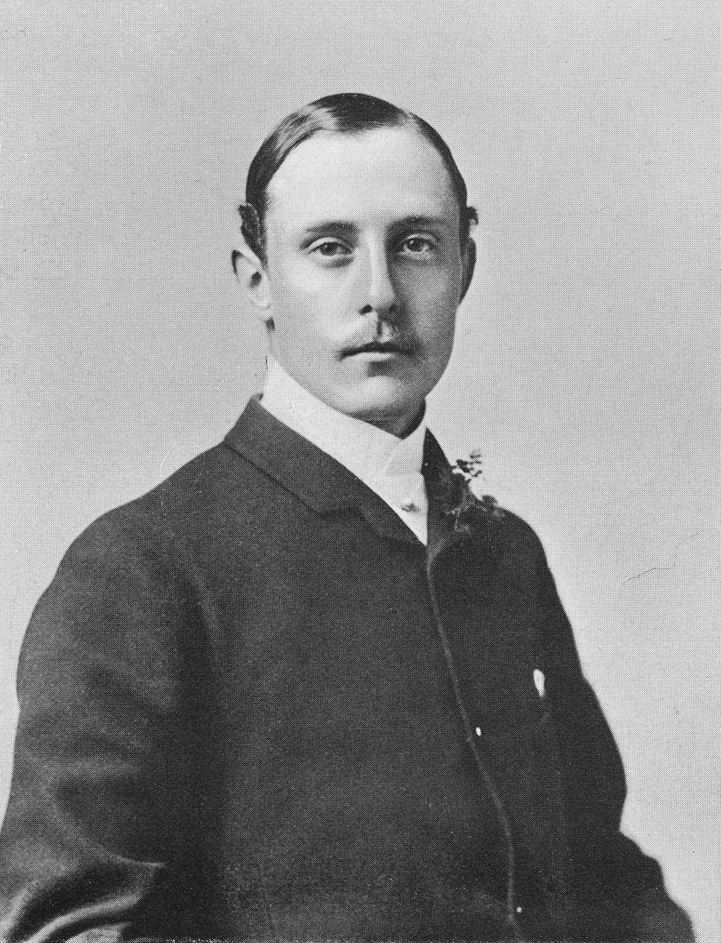
William Renshaw, sette volte vincitore di Wimbledon

Grazie al meccanismo del challenge round, che permetteva al campione in carica di giocare la sola finale del torneo contro il migliore tra tutti i partecipanti, Hartley poté facilmente difendere il proprio titolo nel torneo del 1880, battendo Herbert Lawford per 6-3, 6-2, 2-6, 6-3.
Con la vittoria su Lawford, Hartley divenne il primo pluricampione di Wimbledon, vincendo il suo secondo e ultimo titolo. Fu inoltre la prima finale di Wimbledon dove si disputarono più di tre set.

#### Terza finale e sconfitta
John Hartley si ripresentò per difendere il titolo nel torneo del 1881; era tuttavia fortemente debilitato da un malanno (forse il colera che in quegli anni imperversava in Inghilterra), e la sua forma fisica si rivelò insufficiente per sostenere l'agonismo. Venne quindi sonoramente battuto in finale da William Renshaw (0-6, 1-6, 1-6), che a causa della sua debolezza, lo eliminò in soli 37 minuti; ancora oggi la finale tra Hartley e Renshaw resta l'incontro di Wimbledon più breve della storia.
Renshaw, accusato di aver vinto il singolare di Wimbledon solo grazie all'inadeguatezza dell'avversario, avrebbe smentito i critici confermandosi vincitore del singolare maschile per altre sei volte, di cui cinque consecutive. La vittoria di Renshaw fu inoltre dovuta al suo innovativo stile di gioco, fatto di aggressività e tiri veloci che in breve s'imposero sulla tradizionale etichetta sportiva vittoriana; il reverendo Hartley quindi, pur possedendo buona costanza e resistenza, nulla poté contro i potenti rinvii di Renshaw, che assieme al fratello Ernest avrebbe rivoluzionato il tennis portandolo al moderno agonismo.

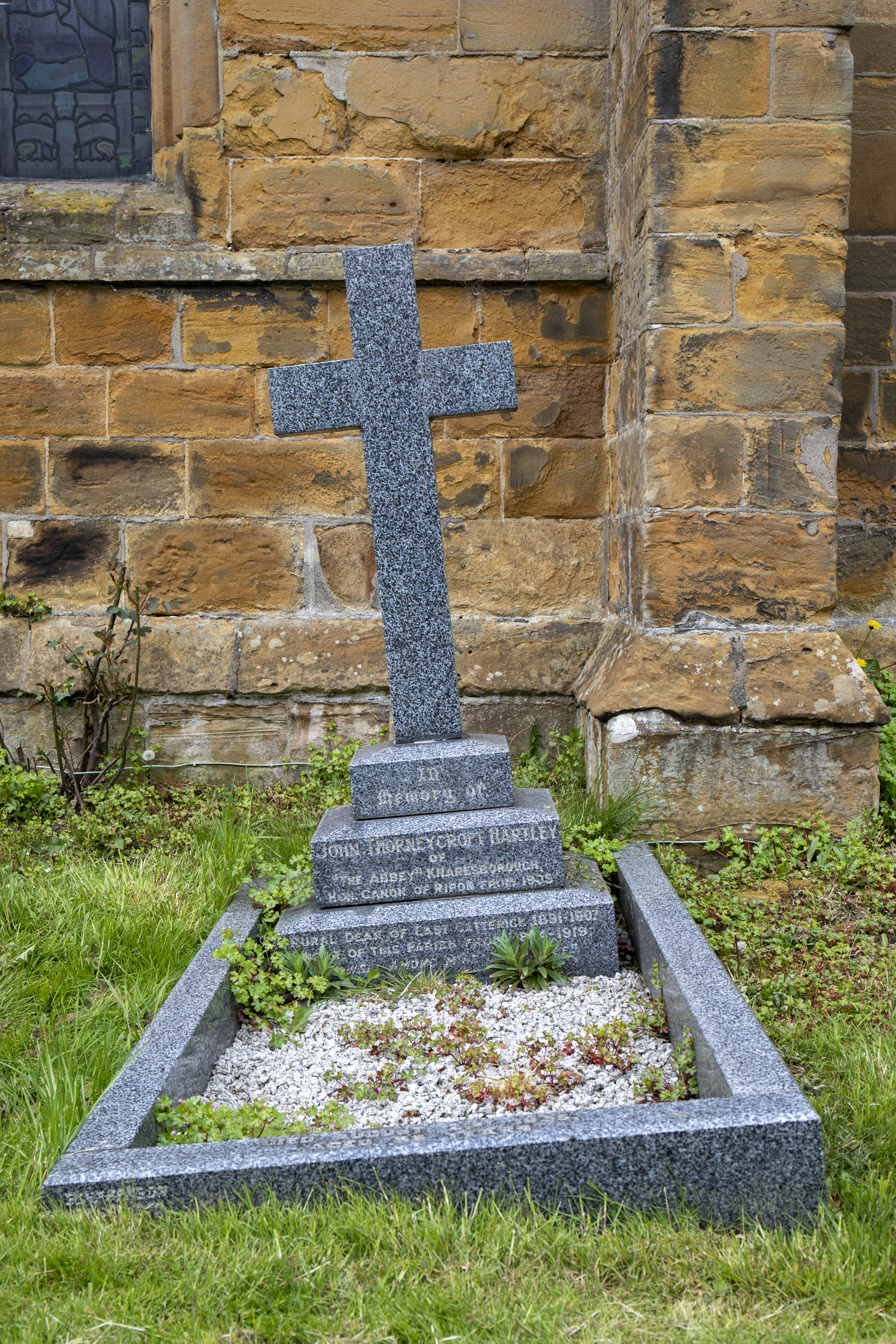
La tomba di John Hartley sotto la finestra della chiesa di St. Lambert a Burneston

### Dopo i titoli

#### Carriera successiva (1883-1884)
Nel 1882 non partecipò ad alcun torneo, rimanendo a Burneston per riprendersi. Nel 1883 invece partecipò nuovamente al singolare di Wimbledon, battendo nel primo turno Harry Barlow (6-1, 6-3, 6-1) ma venendo battuto nel secondo turno da Herbert Wilberforce (6-4, 5-6, 2-6, 4-6).
Nel 1884 tentò un'ultima volta la scalata a Wimbledon, stavolta partecipando al doppio maschile in coppia con Richard Richardson. Nel loro primo e unico incontro tuttavia i due dovettero affrontare i formidabili statunitensi James Dwight e Richard Sears, che in quegli anni stavano dominando lo US Open; gli americani batterono i britannici per 2-6, 3-6, 6-8. Dopo la sconfitta nel doppio Hartley si ritirò da tutte le competizioni maggiori, partecipando solo occasionalmente a tornei di minore importanza.

#### Ultimi anni
Dopo essersi ritirato dall'agonismo Hartley continuò a fare il vicario di Burneston, andando in pensione nel 1919. Dal 1905 fu anche canonico della cattedrale di Ripon.
Durante un'intervista nei primi anni 1930 un giornalista gli domandò quale fosse la finale di Wimbledon che gli fosse rimasta più impressa; Hartley, memore del tragico destino di Vere St. Leger Goold, condannato per omicidio e morto recluso nella Guyana francese, rispose indicando quella del 1879, assurgendosi a "rappresentante" del bene contro l'assassino Goold. John Hartley morì nel 1935 per cause naturali, venendo sepolto nel cimitero della chiesa di St. Lambert che aveva amministrato per quasi mezzo secolo.

## Finali del Grande Slam

### Singolare

#### Vinte
| Anno | Torneo    | Avversario nella finale | Punteggio          |
| ---- | --------- | ----------------------- | ------------------ |
| 1879 | Wimbledon | Vere St. Leger Goold    | 6-2, 6-4, 6-2      |
| 1880 | Wimbledon | Herbert Lawford         | 6-3, 6-2, 2-6, 6-3 |

#### Perse
| Anno | Torneo    | Avversario nella finale | Punteggio     |
| ---- | --------- | ----------------------- | ------------- |
| 1881 | Wimbledon | William Renshaw         | 0-6, 1-6, 1-6 |

### Annotazioni
1. ↑  Si considerano solo le partite disputate nei tornei di Wimbledon tra il 1879 e il 1883.
2. ↑  Secondo alcuni invece tale episodio sarebbe avvenuto prima della semifinale contro Parr. Cfr. Seddon 2016, cap. Good v. Evil, pp. 1-2 e  Chris Lloyd, The North Yorkshire vicar who became one of the first Wimbledon champions, su darlingtonandstocktontimes.co.uk, 15 aprile 2016. URL consultato il 24 gennaio 2024 (archiviato il 23 gennaio 2024).

### Riferimenti
1. 1 2 3 4 5 6 7 8 9 10 11 12 13 14 15 16  (EN) Frank Sharman, The Reverend John Thorneycroft Hartley, su localhistory.scit.wlv.ac.uk. URL consultato il 22 gennaio 2024 (archiviato dall'url originale il 7 febbraio 2006).
2. 1 2 3 4 5 6 7 8 9 10 11  (EN) Chris Lloyd, The North Yorkshire vicar who became one of the first Wimbledon champions, su darlingtonandstocktontimes.co.uk, 15 aprile 2016 (archiviato dall'url originale il 14 maggio 2021).
3. 1 2 3 4 5 6 7 8 9 10  (EN) Adam Haynes, Game, set and match to God’s envoy, su shropshiremagazine.com, luglio 2008. URL consultato il 15 marzo 2018 (archiviato dall'url originale il 20 settembre 2011).
4. 1 2  Seddon 2016, cap. Good v. Evil, p. 1.
5. ↑   (EN) Joseph Foster, Hartley, John Thorneycroft, in Alumni Oxonienses: the Members of the University of Oxford, 1715-1886, Oxford, Parker & Co., 1888-1892,  p. 620.
6. 1 2 3 4 5 6 7 8 9  Panatta 2019, cap. Alla destra del giudice di sedia, St. Leger Goold, l'assassino.
7. 1 2 3  Times, 16 luglio 1879.
8. 1 2 3 4  Collins 2003, p. 10.
9. 1 2 3 4 5 6 7 8  (EN) John Hartley (risultati), su wimbledon.com.
10. ↑  Seddon 2016, cap. Good v. Evil, p. 2.
11. ↑  Sheridan 2012, pp. 8-9.
12. 1 2 3  Sheridan 2012, p. 9.
13. 1 2 3 4 5  Mia 2021, cap. Storia: Dalle origini alla prima guerra mondiale - Prime edizioni.

### Giornali
- (EN) The Lawn Tennis Championship, in The Times, 16 luglio 1879,  p. 10.

### Fonti
- (EN) Bud Collins, Total Tennis: The Ultimate Tennis Encyclopedia, Toronto, Sport Media Publishing Inc., 2003,  p. 10, ISBN 0-9731443-4-3.
- Silvio Mia, Storia: Dalle origini alla prima guerra mondiale - Prime edizioni, in La storia dei tornei del Grande Slam, Lecce, Youcanprint, 2021, ISBN 9791220377317.
- Adriano Panatta, Alla destra del giudice di sedia, St. Leger Goold, l'assassino, in Il tennis l'ha inventato il diavolo, Sperling & Kupfer, 2019, ISBN 978-88-9342-909-2.
- (EN) Peter Seddon, Good v. Evil, in Tennis's Strangest Matches, Portico, 2016, ISBN 978-1-911042-56-3.
- (EN) Michael Sheridan, 1 - Victorian trailblazers, in Game, Set, Murder, Dublino, Poolberg Press, 2012, ISBN 978-1-84223-509-6.